# G・GRIP
G・GRIP（ジーグリップ, ガルボ･グリップ）は、女性4人による日本のロックバンド。1990年デビュー。バンド名は、グレタ・ガルボの抱擁シーンの美しさが由来で、ガルボ・グリップを略表記したものだが、本人達をはじめ『ジーグリップ』と呼んでいる。

## 来歴
TBS系番組「三宅裕司のいかすバンド天国」1989年3月11日放送回に、3人組女性バンドIMAGEとして出演。その後メンバーを4人に増やし、G・GRIPに改名、1990年にCDデビュー。川野をメインボーカルに、アルバムでは2曲のみ木下がボーカルを務めた。91年3月にアニメ『新世紀GPXサイバーフォーミュラ』の主題歌を担当、OPを川野、EDを木下がボーカルを務め、シングルCDではEDの『Winners』のほうがA面として収録された。同時にビジュアルをナチュラルからビジュアル系バンドに転換。同アニメの第17話には、主要キャラクターの1人が大ファンのバンドとして登場し、既存のアルバム内から3曲が劇中に使用された。同年秋に解散。その後木下はソロで同アニメのOVAでの続編やラジオドラマの主題歌を担当。川野は『マクロス7』など他アニメ関連のCDに楽曲提供やボーカルを務めるなどした。

## メンバー
- 川野美紀 （ベース・メインボーカル）
- 佐藤まゆみ （ギター・コーラス）
- 木下ゆみ （ドラムス・サブボーカル）
- 徳橋あさこ （キーボード・コーラス）
  - 佐藤と徳橋は『兼ボーカル』と表記されている場合もあるが、ボーカルを取った楽曲は発表されていないため、コーラスと表記。

## ディスコグラフィ

### シングル
- 星屑たちのHEAVEN／翼 （1990/2/25, PSDZ-1001）
- DREAM HORIZON／最後はSleepin' Power （1990/9/25, PSDZ-1006）
- Winners／I'll Come （1991/3/25, PSDZ-1101）（1993/4/15再発, PSDR-5147）

### アルバム
- DREAM HORIZON （1990/10/25, PSCZ-1006）（1993/4/16再発, PSCR-5201）

### 木下ゆみ、ソロシングル
- WIND IS HIGH／BRAND NEW DREAM （1994/1/26, DPDX-5002）
- I’M RUNNIN’ BACK／EVERY NIGHT AND DAY （1994/7/25, DPDX-5004）

### オリジナルカラオケ収録
- 新世紀GPXサイバーフォーミュラ カラオケIV （1994/1/26, DPDX-5025）
(#14) Winners [オリジナルカラオケ]

## タイアップ一覧
| 年            | 曲名                          | タイアップ                                                                   |
| ------------- | ----------------------------- | ---------------------------------------------------------------------------- |
| G-GRIP        |                               |                                                                              |
| 1990年        | 星屑たちのHEAVEN              | 日本テレビ系 土曜グランド劇場『いけない女子高物語』挿入歌                    |
| 1991年        | Winners                       | 日本テレビ系アニメ『新世紀GPXサイバーフォーミュラ』エンディングテーマ        |
| 1991年        | I'll Come                     | 日本テレビ系アニメ『新世紀GPXサイバーフォーミュラ』オープニングテーマ        |
| 1991年        | あたりまえの奇跡              | 日本テレビ系アニメ『新世紀GPXサイバーフォーミュラ』イメージソング            |
| 1991年        | Wait For Your Love            | 日本テレビ系アニメ『新世紀GPXサイバーフォーミュラ』イメージソング            |
| 木下ゆみ ソロ |                               |                                                                              |
| 1993年        | 限界DREAMER                   | CDドラマ『超音速伝説サイバーフォーミュラ』オープニングテーマ                 |
| 1993年        | MY HEART,MY STAR              | CDドラマ『超音速伝説サイバーフォーミュラ』エンディングテーマ                 |
| 1994年        | WIND IS HIGH                  | OVA『新世紀GPXサイバーフォーミュラZERO』オープニングテーマ                   |
| 1994年        | Get Up                        | OVA『新世紀GPXサイバーフォーミュラZERO』エンディングテーマ                   |
| 1994年        | BRAND NEW DREAM               | OVA『新世紀GPXサイバーフォーミュラZERO』最終回エンディングテーマ             |
| 1994年        | I'M RUNNIN' BACK              | ラジオドラマ『新世紀GPXサイバーフォーミュラ PICTURE LAND』オープニングテーマ |
| 1994年        | EVERY NIGHT AND DAY           | ラジオドラマ『新世紀GPXサイバーフォーミュラ PICTURE LAND』エンディングテーマ |
| 1994年        | INNOCENT ROAD~誰よりも速い風~ | ラジオドラマ『新世紀GPXサイバーフォーミュラ PICTURE LAND』オープニングテーマ |